# Robyn de Groot
Robyn de Groot (nascida em 26 de dezembro de 1982) é uma ciclista sul-africana.

## Carreira
Se tornou profissional em 2006 e permaneceu até o ano de 2012.
Competiu em quatro edições do Campeonato Mundial e os Jogos da Commonwealth de 2010 em Deli, Índia.
Robyn representou o seu país durante os Jogos Olímpicos de Verão de 2012 em Londres, onde não conseguiu terminar a prova de estrada.